# گائونیم

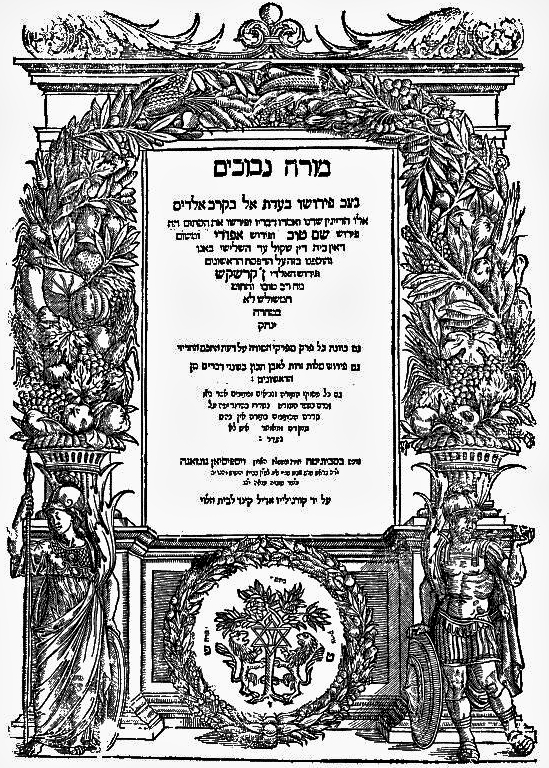
گائونیم جمع گائون به روحانیون یهودی تلمودی بابلی از حدود ۵۸۹ میلادی تا ۱۰۳۸ میلادی گفته می‌شود.

گائونیم جمع گائون (عبری: גאונים) (انگلیسی: Gaonim و نیز Geonim) به روحانیون یهودی تلمودی بابلی از حدود ۵۸۹ میلادی تا ۱۰۳۸ میلادی گفته می‌شود که ریاست آکادمی‌های بزرگ صورا و پومبدیتا را نیز برعهده داشتند. گائون‌ها خاخام‌‌هایی بودند که در دوران خلافت عباسیان، ریاست آکادمی‌های صورا و پومبدیتا در سرزمین بابل را برعهده داشته و به عنوان رهبر معنوی یهودیان در تبعید، مورد تأیید حاکمان اسلامی قرار داشتند.

## دوره گائونیم
دوره گائون‌ها در تاریخ یهود دیده می‌شود ولی در قوانین یهود، از آنجا که منجر به ارائه کتابی در این زمینه نشده، در نظر گرفته نمی‌شود.
لکن گائون‌ها آنچنان مهم و مشهور بودند که دوره‌ای ۵۰۰ ساله را بخود اختصاص داده‌اند که به دوره گائونیم مشهور است.
اوایل این دوران، با تسلط مسلمانان بر سرزمین بابل همراه شده که برای یهودیانی که در قلمرو اعراب می‌زیستند، آزادی بیشتری را به ارمغان آورده‌است. بدین ترتیب آکادمی‌های «صورا» و «پومبدیتا» دوباره گشوده شده، یک بار دیگر بابل، مرکز آموزش تورا و علوم دینی برای تمام یهودیان جهان می‌گردد. «گرچه یهودیان موظف به پرداخت مالیاتی به نام «جَزیه» به مسلمانان بودند، برای خود سازمان منظم و دادگاه‌های ویژه‌ای داشته، به صورت یک جامعه آزاد یهودی در آنجا می‌زیستند.»

## گائونیم و راس جالوت
در این دوران، آکادمی‌های «صورا» و «پومبدیتا» اهمیت بیشتری یافته و رؤسای آن‌ها دارای لقب «گائون» یا علامه و نابغه بودند و نیز مقام و منصب راس جالوت مانند سابق اهمیت خود را بازیابی می‌کند. «در حالی که راس جالوت به امور اداری و سیاسی یهودیان رسیدگی می‌کرد، گائونیم به امور فرهنگی و دینی می‌پرداختند. اما در بیشتر موارد، گائونیم از حیث تأثیر و نفوذ کلام بر روش گالوتا برتری داشتند.»

## گائونیم و فتوای شرعی
مرکزیت فتوای شرعی یهودیان بر عهده گائون شهر صورا بوده و تمام امور مذهبی را نیز شامل می‌شده‌است. هر چند ماه جلساتی توسط خاخام‌های دیگر مناطق با وی برگزار شده و نیز نامه نگاریهایی از سوی خاخام‌های نقاط دور دست با وی صورت گرفته و سوالاتی مطرح می‌شده‌است. شماری از این نامه نگاری‌ها و پاسخ‌ها تا امروزه محفوظ مانده که دارای اهمیت بسیاری هستند زیرا حاوی مسائل دینی از دوره آمورائیم تا آن دوره را شامل می‌شوند.

## گائونیم و قرائیم
یکی از ویژگی‌های دوره گائونیم مقابله با فرقه قرائیم می‌باشد. از آنجا که گائون‌ها انتخاب راس جالوت‌ها را بر عهده داشتند، ضمن مقابله با قرائیم، عنان ابن داوود را که فرزند آخرین راس جالوت و جانشین وی محسوب می‌شد برای این مقام تأیید نکردند. علت این امر عدم اعتقاد عنان به تلمود و مرجعیت خاخام‌ها بود. بدنبال این موضوع عنان به فلسطین رفت و در آنجا به تبلیغ عقایدش پرداخته و عده ای از وی پیروی کردند که با نام قرائیم شناخته می‌شدند.
قرائیم مرجعیت خاخام‌ها را در تفسیر شریعت برنتافتند و معتقد بودند: «تمام احکام در تورات آمده و چیزی به آن افزوده نشده‌است، از این رو (ضمن رد مجموعه‌هایی نظیر میشنا و تلمود) هر یهودی می‌بایست خود، تورات را قرائت کند و معنای حقیقی را بیابد.»
قرائیم بر زبان عبری و نوشته‌های تورا تسلط زیادی داشته و برای مخالفت با شریعت خاخامی و تلمود از این توانایی خود بهره می‌جستند. گائون‌ها که به شدت مخالف نظر قرائیم بودند به این نتیجه رسیدند که برای مقابله با آنان می‌بایست توانایی خود در دانش زبان عبری و متن تورات را افزایش دهند. بدین ترتیب با تسلط بالایی که به ویژه سعادیا گائون پیدا کرد توانست پاسخ‌های درخوری به قرائیم داده و به تدریج قرائیم روز به روز ضعیفتر شدند.

## برخی از گائون‌ها
- آخای گائون (وفات ۷۶۱ میلادی)
- عمرام گائون (وفات ۸۷۵ میلادی)
- دودای بن نحمان، گائون آکادمی تلمودی پومبدیتا (۷۶۱–۷۶۴)
- های گائون (۹۳۹–۱۰۳۸)
- سعادیا گائون (882 or ۸۹۲ – ۹۴۲)
- شریرا گائون (۹۰۶–۱۰۰۶)